# Colombia (equipo ciclista)
Colombia (código UCI: COL) fue un equipo ciclista colombiano de categoría Profesional Continental, debutó en la temporada 2012 y su desaparición fue anunciada por su exmánager Claudio Corti en octubre de 2015.
Fue un proyecto patrocinado por el Departamento Administrativo del Deporte, la Recreación, la Actividad Física y el Aprovechamiento del Tiempo Libre (Coldeportes), con la intención de llevar al ciclismo colombiano nuevamente a su época dorada de competencia al más alto nivel en el ciclismo mundial.
Coldeportes ya había patrocinado anteriormente a otro equipo colombiano profesional durante los años 2008 y 2009 llamado Colombia es Pasión-Coldeportes.

## Creación
El proyecto fue presentado el 12 de octubre de 2011. Dirigido por el mánager italiano Claudio Corti (exmánager de equipos como el Polti, Saeco, Lampre y Barloworld) y el exciclista Oliverio Rincón como director deportivo, realizó la tramitación ante la UCI para obtener una licencia Profesional Continental, lo cual fue aceptado a principios de noviembre de 2011.
Según Corti, el objetivo es participar en grandes carreras de Europa y para ello tiene su base en Brescia al norte de Italia.

## Historia

### 2012
En los primeros días del año y previo al viaje de toda la plantilla para radicarse en su base de Italia, el equipo estuvo considerado como uno de los candidatos a ser invitado a la 95.ª edición del Giro de Italia. Finalmente, RCS Sports organizadora del Giro decidió dejarlo fuera de la lista, pero sí invitarlo a otras grandes clásicas italianas de esta temporada integradas al UCI WorldTour como la Milán-San Remo, la Tirreno-Adriático y lo será también en el Giro de Lombardía. En Bélgica participó en la clásica Flecha Valona ( también UCI WorldTour) y la Flecha Brabanzona, sin logran puestos de honor.
Su primera victoria llegó el 20 de abril tras el triunfo de Darwin Atapuma en la 4.ª etapa del Giro del Trentino, carrera perteneciente al UCI Europe Tour.
En agosto el equipo colombiano tuvo una destacada actuación en la Vuelta a Burgos, donde Esteban Chaves ganó la etapa reina en Lagunas de Neila y finalizó 3º en la general detrás de Dani Moreno y su compatriota del Sky Henao. El equipo también culminó 3º siendo sólo superado por Movistar y Euskaltel-Euskadi. Una semana después Chaves repitió victoria en el Gran Premio Ciudad de Camaiore, y Fabio Duarte le dio el último triunfo de la temporada en octubre al ganar la Coppa Sabatini.

### 2013
El objetivo de que un equipo colombiano volviera a participar de las Grandes Vueltas se vio plasmado en 2013, cuando el 8 de enero RCS Sports, organizadora del Giro de Italia hizo oficial la invitación al Equipo Colombia.
El equipo debutó en el Tour del Mediterráneo, pero antes se vio envuelto en una controversia debido a la contratación de Marco Corti, hijo del mánager general. Corti fue fichado en reemplazo de Frank Osorio, quien renunció al equipo para poder recuperarse en Colombia de una operación de rodilla. El Comité Asesor de Coldeportes, recomendó que el corredor italiano saliera de la escuadra, ya que no se veía bien que el hijo del mánager fuera contratado y además que el espíritu del equipo es que sea 100% colombiano.

### 2014
El mayor objetivo de la temporada era obtener nuevamente la invitación al Giro de Italia. La primera carrera fue en el Tour de San Luis en la que participaba por primera vez como invitado latinoamericano.
En el mes de febrero, el equipo suspendió de forma cautelar y preventiva al ciclista Luis Largo por un "resultado no negativo de un control realizado fuera de competición". En declaraciones a la prensa, su mánager Claudio Corti informó que la decisión se había tomado por violación de las reglas antidopaje y era "con carácter inmediato la suspensión cautelar".
El primer triunfo de la temporada llegó en la primera etapa del Tour de Langkawi con el ciclista Dúber Quintero, quien asumió el liderato varios días. Más adelante fue invitado para participar en varias pruebas WorldTour entre ellas la Flecha Valona, Giro de Italia, Tour de Polonia y Giro de Lombardía.
En agosto, el equipo participó en la Vuelta a Colombia, obteniendo el triunfo en la segunda etapa con el Jeffrey Romero.  Miguel Ángel Rubiano llevó el maillot amarillo de líder durante 7 etapas, perdiendo el liderato en la penúltima etapa contrarreloj individual en el alto de Las Palmas.
La Federación Colombiana de Ciclismo anunció una alianza en conjunto con el Team Colombia para asesorar los seleccionados nacionales para el (Tour de L’Avenir y el Campeonato Mundial de Ciclismo en Ponferrada) con material logístico y humano.
La continuidad del equipo en el 2015 fue garantizada por el mánager Claudio Corti, con varios objetivos de por medio tales como contratar una nómina de ciclistas más grande (cosa que después no sucedió) y aspirar a disputar una segunda Gran Vuelta por etapas, además del Giro de Italia, también el Tour de Francia.
En octubre,  el mánager del equipo anunció la contratación de José Cayetano Sarmiento Tunarrosa (Cannondale), Alex Norberto Cano Ardila (Aguardiente Antioqueño-Lotería de Medellín), Walter Fernando Pedraza Morales (EPM-UNE), Camilo Castiblanco (EPM-UNE), Juan Sebastián Molano (Coldeportes-Claro) y Carlos Mario Ramírez (Aguardiente Antioqueño-Lotería de Medellín) esperando que estos nuevos refuerzos demuestren tener las características para brillar en las carreras por etapas.

### Controversia por el retraso en el pago de salarios
A finales de 2014, los ciclistas manifestaron en sus redes sociales su inconformidad por el retraso hasta de cinco meses en el pago de sus salario.  Este hecho sacaba a la luz una serie de irregularidades en el manejo del equipo, la planificación del calendario y el trato entre cuerpo técnico y corredores que se venía presentando desde 2012.

### 2015
El equipo inició la temporada con una renovación de varios ciclistas colombianos y la inclusión al equipo de algunos que corrían en Colombia. Su mayor objetivo era obtener nuevamente la invitación al Giro de Italia como en los dos años anteriores, pero la organización no se la adjudicó.  Sin embargo, recibió invitaciones a las otras carreras WorldTour italianas: Tirreno-Adriático, Milán-Sanremo y Giro de Lombardía.
La primera carrera fue en el Tour de San Luis donde participaba por segunda vez y donde el equipo tuvo una destacada actuación, siendo subcampeón con el ciclista Rodolfo Torres. Recibió la invitación para participar en la  Vuelta España 2015. En la Vuelta a Asturias 2015 tuvo una destacada actuación adjudicándose el premio como mejor escalador Rodolfo Torres.
Al final del año, el equipo no logró ninguna victoria, ocupando el último lugar en el escalafón de su categoría y dejando en evidencia nuevamente sus problemas de manejo interno y maltrato a los corredores, incluyendo nuevamente el retraso en los pagos de sus salarios.

### Nuevo retraso en el pago de salarios y Desaparición del equipo
En el mes de octubre, el mánager del equipo Claudio Corti anunció que el proyecto del equipo ciclista terminaba por problemas económicos, a raíz de la imposibilidad demostrada por su principal fuente de apoyo como principal patrocinador del equipo, el Ministerio Colombiano del Deporte (Coldeportes), para confirmar el presupuesto necesario para la continuación del equipo para la siguiente temporada.
La controversia desatada por esta noticia sacó nuevamente a la luz los problemas que se habían ventilado al final de 2014: retraso en los pagos, maltrato a los ciclistas, mala planificación, en esta ocasión apoyados por los corredores que ya habían salido del equipo

### Balance de sus cuatro años
La historia del equipo llega a su fin después de cuatro temporadas, con resultados muy inferiores a los equipos de su misma categoría y de su mismo presupuesto: solamente doce victorias, ninguna de ellas en 2015, ocupando los últimos lugares de la clasificación de su categoría, con una nómina año a año más debilitada por el paso de sus líderes a equipos de categoría UCI ProTour, retraso en el pago de salarios, un calendario centrado en carreras que no se ajustaban al perfil de los corredores  y sin un seguimiento juicioso por parte de Coldeportes.

## Corredor mejor clasificado en las Grandes Vueltas
| Año  | Giro de Italia      | Tour de Francia | Vuelta a España     |
| ---- | ------------------- | --------------- | ------------------- |
| 2012 | -                   | -               | -                   |
| 2013 | 17.º Darwin Atapuma | -               | -                   |
| 2014 | 28.º Fabio Duarte   | -               | -                   |
| 2015 | -                   | -               | 32.º Rodolfo Torres |

## Equipo filial
Además del equipo Profesional Continental, se creó también un equipo de menor categoría (Continental) llamado Colombia-Comcel en 2012 y actualmente Colombia Coldeportes, aunque en las carreras locales utiliza el nombre Coldeportes-Claro. y uno de Paraciclismo. El equipo Continental tiene sede en Colombia y está enfocado en las competiciones de Colombia y el UCI America Tour. Su director deportivo es el exciclista colombiano Carlos Mario Jaramillo.

## Material ciclista

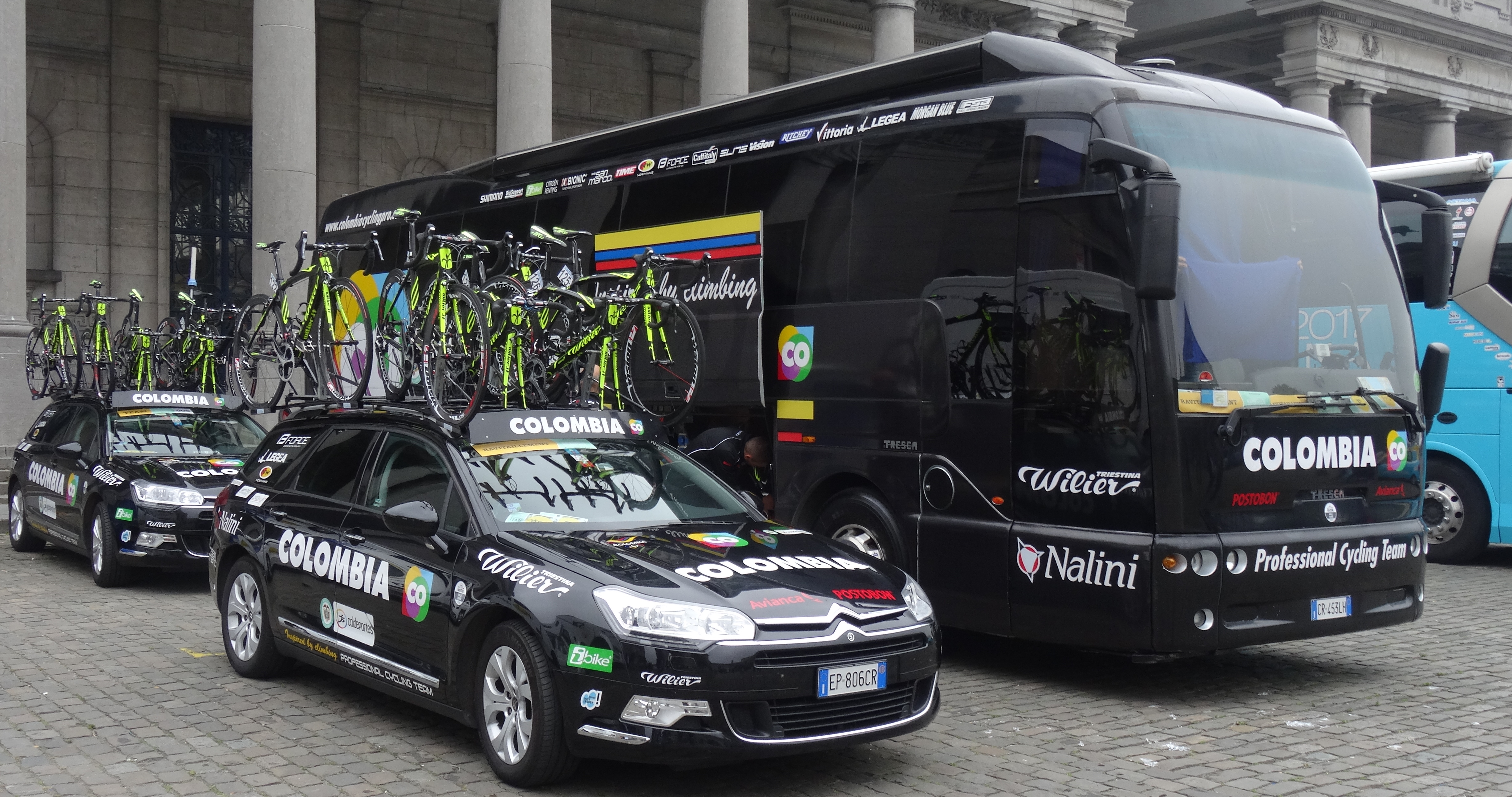
Vehículos del equipo en 2014.

Estos eran los proveedores del material ciclista utilizado por el equipo:
- Bicicletas: WILIER Triestina "ZERO 7".
- Componentes:FSA
- Ruedas: Vision
- Neumáticos: Hutchinson
- Pedales: Time
- Sillines: Fizik
- Cascos: Salice
- Bidones: Elite
- Indumentaria: Nalini

## Sede
El equipo tenía su sede en la localidad de Adro, Provincia de Brescia (Italia).

## Clasificaciones UCI
A partir de 2005 la UCI instauró los Circuitos Continentales UCI, donde el equipo está desde que se creó en 2012, registrado dentro del UCI America Tour. Estando en las clasificaciones del UCI Europe Tour Ranking y UCI America Tour Ranking. Las clasificaciones del equipo y de su ciclista más destacado son las siguientes:
| Temporada                | Clasificación por equipos | Mejor corredor en la clasificación individual | Posición |
| 2011-2012 (America Tour) | 19°                       | Fabio Duarte                                  | 53°      |
| 2011-2012 (Europe Tour)  | 26°                       | Esteban Chaves                                | 29°      |
| 2012-2013 (America Tour) | 28°                       | Edwin Ávila                                   | 150°     |
| 2012-2013 (Europe Tour)  | 55°                       | Leonardo Duque                                | 86°      |
| 2013-2014 (America Tour) | 23°                       | Miguel Ángel Rubiano                          | 73°      |
| 2013-2014 (Europe Tour)  | 51°                       | Miguel Ángel Rubiano                          | 200°     |
| 2013-2014 (Asia Tour)    | 37°                       | Dúber Quintero                                | 68°      |

## Palmarés
Para años anteriores, véase Palmarés del Colombia

### Palmarés 2015

#### Circuitos Continentales UCI
| Fechas | Circuito | Carreras | Ganador |

## Plantilla
Para años anteriores, véase Plantillas del Colombia

### Plantilla 2015
| Nombre                 | Nacimiento | Nacionalidad | Equipo 2014                                |
| Edwin Ávila            | 21/11/1989 | Colombia     | Colombia                                   |
| Alex Cano              | 13/03/1983 | Colombia     | Aguardiente Antioqueño-Lotería de Medellín |
| Jorge Castiblanco      | 24/11/1988 | Colombia     | EPM-UNE (2013)                             |
| Edward Díaz            | 19/08/1994 | Colombia     | Colombia                                   |
| Fabio Duarte           | 11/06/1986 | Colombia     | Colombia                                   |
| Leonardo Duque         | 10/04/1980 | Colombia     | Colombia                                   |
| Daniel Felipe Martínez | 25/04/1996 | Colombia     | Neoprofesional                             |
| Juan Sebastián Molano  | 04/11/1994 | Colombia     | Neoprofesional                             |
| Darwin Pantoja         | 25/09/1990 | Colombia     | Colombia                                   |
| Jonathan Paredes       | 04/04/1989 | Colombia     | Colombia                                   |
| Walter Pedraza         | 27/11/1981 | Colombia     | EPM-UNE                                    |
| Carlos Quintero        | 05/03/1986 | Colombia     | Colombia                                   |
| Brayan Ramírez         | 20/11/1992 | Colombia     | Neoprofesional                             |
| Carlos Ramírez         | 26/10/1994 | Colombia     | Neoprofesional                             |
| Miguel Ángel Rubiano   | 03/10/1984 | Colombia     | Colombia                                   |
| Cayetano Sarmiento     | 28/03/1987 | Colombia     | Cannondale Pro Cycling                     |
| Rodolfo Torres         | 21/03/1987 | Colombia     | Colombia                                   |
| Juan Pablo Valencia    | 02/05/1988 | Colombia     | Colombia                                   |

Stagiaires

Desde el 1 de agosto, los siguientes corredores pasaron a formar parte del equipo como stagiaires (aprendices a prueba).
| Corredor    | Nacimiento | Nacionalidad | Equipo 2015 |
| ----------- | ---------- | ------------ | ----------- |
| Félix Barón | 07/11/1991 | Colombia     |             |